# حصن قيس (الزاهر)

تعديل مصدري - تعديل

حصن قيس هي إحدى قرى عزلة الزاهر بمديرية الزاهر التابعة لمحافظة البيضاء، بلغ تعداد سكانها 197 نسمة حسب تعداد اليمن لعام 2004.